# Euphaedra paradoxa
Euphaedra paradoxa is een vlinder uit de onderfamilie Limenitidinae van de familie Nymphalidae. De wetenschappelijke naam van de soort is voor het eerst geldig gepubliceerd in 1904 door Sheffield Airey Neave.